# Häikänsaaret (ö i Norra Savolax)
Häikänsaaret är en ö i Finland. Den ligger i sjön Sorsavesi och i kommunen Leppävirta i kommunen Leppävirta i kommunen Leppävirta i den ekonomiska regionen  Varkaus ekonomiska region  och landskapet Norra Savolax, i den centrala delen av landet, 290 km nordost om huvudstaden Helsingfors. Öns area är 0,2 hektar och dess största längd är 130 meter i sydöst-nordvästlig riktning.  Notera att namnet antyder att det är fråga om flera öar.